# ظهر الأسد

خريطة كوكبة الأسد ويظهر رمز "δ" فوق نجم ظهر الأسد.

ظهر الأسد أو «دلتا الأسد» واحد من ألمع نجوم كوكبة الأسد وهو يقع في أعلى مثلث النجوم الذي في يسار الكوكبة. نسبيا يعد ظهر الأسد نجما عاديا لكنه بالرغم من ذلك أكبر وأسخن من الشمس حيث تبلغ حرارته 8350 كلفن. وكتلته أكبر أيضاً حيث تساوي 2,2 كتلة شمسية. وهو متميز نسبيا بالقياسات الدقيقة التي أجريت لعمره وحجمه حيث سيتحول بعد 600 مليون سنة إلى عملاق برتقالي أو أحمر ثم سينكمش ويتحول إلى قزم أبيض. يبلغ القدر الظاهري لهذا النجم 2,56 أما القدر المطلق فهو 1,29، ويبعد عنا 57,5 سنة ضوئية تقريباً.